# Industrijska uporaba konoplje
konoplja koja služi za industrijsku uporabu se najčešće naziva industrijska konoplja. Ona se rabi u industriji radi proizvodnje konopaca, tkanine, platna, papira, odjeće, goriva, građevinskih materijala, itd. Sadrži vrlo male količine glavnog opojnog sastojka, THC-a (obično ispod 0.3%).
Sve do 19. stoljeća konoplja je bila nezamjenjiva sirovina u proizvodnji tkanina, u pomorstvu, u proizvodnji hrane, u građevinarstvu, u proizvodnji papira. Prva Biblija, zemljopisne i pomorske karte, prvi nacrt američke Deklaracije o nezavisnosti i Ustav Sjedinjenih Američkih Država bili su na papiru od konoplje. Punih 150 godina Britanska enciklopedija se tiskala na papiru od konoplje. Slike Rembrandta, Thomasa Gainsborougha, Van Gogha kao i mnogih drugih slikara bile su slikane najčešće na konopljinom platnu.
Od konoplje se prave brojni korisni proizvodi. Konopljino sjeme je vrlo zdravo za ljudsku ishranu. Od konoplje se proizvodi gorivo, koje je u prošlosti rabljeno za lampe, a danas se rabi kao alternativno gorivo naftnim derivatima (tzv. biodizel). Prešane stabljike konoplje se koriste kao građevinski materijal. Zidovi od konoplje su jači od betonskih, a ujedno lakši i elastičniji, otporni na pucanje, razbijanje i vatru, odličan zvučni i toplotni izolator.

## Povijest
Konoplja je jedna od najstarijih kultiviranih biljaka čovječanstva. Uzgajanje konoplje počelo je prije najmanje 10.000 godina na Tajvanu. U početku se najviše uzgajala zbog vlakana, a stari Kinezi su od nje pravili konopce, odeću i papir. 
Cijelo 17. i 19 stoljeće austrijska je carevina, a kasnije Austro-Ugarska, važila kao najveći i najznačajniji svjetski proizvođač konoplje, od koje su se izrađivali konopci za zaprege i brodove, kao i brodska jedra. Krajem 19. stoljeća nestankom dva najveća potrošača, brodova na jedra i konjskih zaprega, opada značaj konopljinog vlakna kao strateškog proizvoda.
Radno-intenzivni karakter proizvodnje konoplje kao komparativni nedostatak u poređenju s preradom drveta i pamuka, počeo zamjenjivati konoplju tijekom 17. stoljeća u pojedinim dijelovima Europe, poput Njemačke. Konoplja je pred kraj 19. stoljeća postupno, ali neminovno gubila na svojoj konkurentnosti pred narastajućim industrijama pamuka i nafte. Tako je s ubrzanom industrijalizacijom započela stagnacija i opadanje proizvodnje konoplje.
1930-ih godine Američka kemijska korporacija DuPont je započela proizvodnju sintetičkih materijala (plastika, celofan, celuloid, metanol, najlon, teflon...) od nafte i uglja, nakon čega je lobirala da kroz Kongres prodje zakon kojim bi se uzgajanje marihuane teško oporezovalo. Od 1934. do 1937. godine naručivani izmišljeni novinski članci protiv konoplje, za koju je tada uveden izraz "marihuana", iz meksičkog slenga, s namjerom da se zastraši javnost. Negativna medijska kampanja trajala je tri godine. U tom razdoblju su snimljeni i filmovi kao "Cigara ludila" (1936.) "Marihuana - tajni ubojica mladih", (1935.) i "Marihuana: Djavolje sjeme" (1936). Konačno, 14. travnja 1937. godine u SAD je izglasan protektivni zakon o oporezivanju uzgajivača Canabis sative (pod imenom marihuana). Zakon je oporezivao stotinu dolara na jednu uncu konoplje i oporezivao bilo kakvu komercijalnu prodaju, što je konoplju brzo učinilo nekonkurentnom na tržištu.
Proizvodnja konoplje se donekle održala u zemljama industrijske periferije. Do sredine 20. stoljeća najveći europski proizvođači nalazili su se u dijelovima Rusije, Ukrajine, Mađarske i bivše Jugoslavije. Najveći svetski proizvođač je ostala Kina.
Krajem 20. stoljeća, širi društveni interes za uzgoj industrijske konoplje najviše se pokazuje u zemljama Europske unije i ona biva povremeno uključena u državne poticaje ekološki održivoj proizvodnji. Napori su usmjereni na osiguranje kvalitetnog sjemenja za uzgoj biljaka u kojima razina THC-a ne prelazi dozvoljenih 0,3%, na nužno unapređenje postojećih spoznaja u pogledu strojne obrade konoplje, na spuštanje razine onečišćenja do kojeg dolazi u procesu namakanja konoplje u svrhu odvajanja vlakana i, napokon na istraživanje mogućnosti primjene različitih dijelova biljke u širokom omjeru industrijske proizvodnje - od tekstila, preko ishrane do uporabe u građevinarstvu i automobilskoj industriji.

## Vanjske poveznice
- Zelenisvijet  Arhivirana inačica izvorne stranice od 22. listopada 2013. (Wayback Machine)
- Siniša Marček, Uporaba konoplje nekada i sada
- N. Dubreta: Konoplja – sociološki aspekti uzgoja i uporabe (pdf)
- Jan Kišgeci, Konoplji hvala (o industrijskom konoplji)
- Mirsad Đulbić, Sjećanja: Konoplja u Zenici  Arhivirana inačica izvorne stranice od 21. listopada 2013. (Wayback Machine)